# Tiverton, Cheshire
Tiverton är en ort och tidigare civil parish, i Tiverton and Tilstone Fearnall, i distriktet Cheshire West and Chester, i Storbritannien. Den ligger i grevskapet Cheshire och riksdelen England, i den södra delen av landet, 250 km nordväst om huvudstaden London. Tiverton ligger 41 meter över havet.
Tiverton var en civil parish 1866–2015 när blev den en del av Tiverton and Tilstone Fearnall och Tarporley. Civil parish hade 318 invånare år 2011. Byn nämndes i Domedagsboken (Domesday Book) år 1086, och kallades då Tevretone.
Terrängen runt Tiverton är platt.Runt Tiverton är det tätbefolkat, med 266 invånare per kvadratkilometer. Närmaste större samhälle är Chester, 16,3 km väster om Tiverton. Trakten runt Tiverton består i huvudsak av gräsmarker.